# تفاح روكي
تفاح روكي (الاسم العلمي:Malus rockii) هو نوع من النباتات يتبع جنس التفاح من الفصيلة الوردية.